# Pai Amigável
"Pai Amigável" (em coreano:  친근한 어버이, romanizado: Chingeunhan eobeoi) é uma canção pop norte-coreana e um hino de propaganda que elogia o terceiro e atual líder supremo do país, Kim Jong Un. Foi escrita por An Pun Hui e composta por Jong Chun Il. A canção foi tocada pela primeira vez em 16 de abril de 2024, em uma cerimônia que celebrava a conclusão de novos prédios de apartamentos na capital do país, Pyongyang.
"Pai Amigável" recebeu considerável atenção da mídia fora da Coreia devido à sua popularidade em plataformas de mídia social como o TikTok, onde centenas de usuários enviaram vídeos deles mesmos ouvindo ou dançando a música logo após seu lançamento.

## Lançamento
"Pai Amigável" estreou em 16 de abril de 2024, cantada ao vivo por Kim Ryu Kyong em uma cerimônia celebrando a conclusão de 10.000 novas unidades de apartamentos no distrito de Hwasong, em Pyongyang. Essas cerimônias são comuns na Coreia do Norte e transmitidas pela mídia estatal para promover o Partido dos Trabalhadores da Coreia. O videoclipe de "Pai Amigável" foi lançado no dia seguinte e exibido na Televisão Central Coreana controlada pelo estado.

## Estilo e composição
"Pai Amigável" foi descrito como "otimista" e "cativante". Peter Moody, um analista da Coreia do Norte e professor visitante na Universidade da Coreia, comparou o estilo da música ao do supergrupo sueco ABBA, apontando para o uso compartilhado de um "rico conjunto de sequências de som orquestral". Essa comparação foi repetida por vários usuários da plataforma de mídia social TikTok, onde a música se tornou viral. Frances Mao, da BBC, identificou o gênero da música como "synthy-electro pop". A música foi composta por Jong Chun Il. A letra de "Pai Amigável", escrita por An Pun Hui, encoraja o ouvinte a elogiar Kim Jong Un como um "pai amigável" e "grande líder".

## Reações

### Coreia do Norte
Na primeira página de sua edição de 20 de abril de 2024, o jornal estatal Rodong Sinmun publicou um editorial que afirmava: "'Pai Amigável' criou uma tempestade de reações... e aqueceu os corações de milhões de pessoas em todo o país."
O Daily NK, sediado em Seul, relatou reações negativas de moradores da província de Hamgyong do Norte, que justapuseram suas condições de vida com a letra da música. Hamgyong do Norte é a província mais subdesenvolvida da Coreia do Norte.

### Coreia do Sul
A Comissão de Padrões de Comunicação da Coreia bloqueou o videoclipe de "Pai Amigável" a pedido do Serviço Nacional de Inteligência. A comissão também bloqueou 29 versões alternativas do vídeo. O governo sul-coreano considera o vídeo uma violação do Artigo 447 da Lei de Redes de Informação e Comunicação, que proíbe a "distribuição de informações ilegais", incluindo conteúdo produzido pelo governo norte-coreano proibido pela Lei de Segurança Nacional. A declaração oficial da comissão sobre o bloqueio dizia em parte: "O vídeo é um conteúdo típico ligado à guerra psicológica contra a Coreia do Sul, pois foi postado em um canal operado para se conectar com o mundo exterior e é focado principalmente em idolatrar e glorificar unilateralmente Kim [Jong Un]."

### Fora da Coreia
“Pai Amigável” ganhou força significativa online em espaços de mídia social fora da Coreia, especialmente no TikTok. Nas duas semanas seguintes ao lançamento da música, centenas de vídeos foram enviados ao TikTok de usuários ouvindo ou dançando a música.
Os analistas descreveram a recepção da música no TikTok como uma mistura de diversão genuína e ridículo cômico. Emma Briant, especialista britânica em propaganda e guerra de informação, afirma que embora o governo norte-coreano provavelmente não esperasse que a música se tornasse viral nas redes sociais, eles "não são ingênuos sobre como isso pode parecer para o público ocidental". Briant argumenta ainda que "[a música] é obviamente destinada a este tipo de distribuição em massa", mas também que "a Coreia do Norte não necessariamente divulga isso ao redor do mundo esperando que seja levado a sério", opinando que provavelmente foi "criado deliberadamente para ser bem-humorado".